# Robert DeCourcy Ward

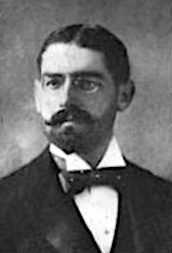
Robert DeCourcy Ward

Robert DeCourcy Ward (* 29. November 1867 in Boston, Massachusetts; † 12. November 1931 in Cambridge, Massachusetts) war ein US-amerikanischer Klimatologe, Autor, Erzieher und führender Eugenik- und Immigrations-Reform-Befürworter im frühen 20. Jahrhundert. Er war Inhaber der ersten Professur für Klimatologie in den Vereinigten Staaten. Seine Befürwortung der Immigrationsreform und Eugenik führten ihn zur Mitbegründung der Immigration Restriction League, die wesentlich zum Immigration Act of 1924 beitrug, der bis 1952 jüdische und italienische Immigration in die U.S.A. um mehr als 95 %, asiatische komplett unterband.
1898 wurde Ward in die American Academy of Arts and Sciences gewählt.

## Veröffentlichungen
- 1889: An investigation of the sea-breeze
- 1894: List of cloud photographs and lantern slides
- 1895: Meteorology as a university course
- 1897: A winter barograph curve from the South Pacific Ocean
- 1899: Practical exercises in elementary meteorology
- 1899: Sensible temperatures
- 1902: The relative humidity of our houses in winter
- 1904: The agricultural distribution of immigrants
- 1904: The restriction of immigration
- 1909: The National Exposition at Rio de Janeiro
- 1911: A visit to the Brazilian coffee country
- 1913: Abbot Lawrence Rotch
- 1913: The crisis in our immigration policy
- 1916: Immigration and the War
- 1917: The thunderstorms of the United States as climatic phenomena
- 1918: Climate: considered especially in relation to man
- 1919: Immigration restriction essential to Americanization
- 1920: The essential characteristics of United States climates
- 1922: Some characteristics of United States temperatures
- 1925: The new immigration law and its operation
- 1929: A climatologist's round-the-world voyage
- 1929: Climatology and some of its applications
- 1930: How far can man control his climate?
- 1931: The railroads versus the weather
- 1931: The acclimatization of the white race in the tropics
- 1931: The literature of climatology
- 1934: Westindien: climatology of the West Indies
- 1936: The climates of North America